# Бурденский, Фабиан
Фабиа́н-Ге́рберт Бурде́нский (пол. Fabian-Herbert Burdenski; 23 сентября 1991, Бремен, Германия) — немецкий футболист, полузащитник клуба «Франкфурт» (Франкфурт-на-Майне).

## Клубная карьера
Фабиан начинал заниматься футболом в клубах «Хайлигенроде» и «Бринкумер». В 2008 году он присоединился к молодёжной команде бременского «Вердера».
Летом 2010 года Бурденский перешёл в «Обернойланд» из Бремена, выступавший в Региональной лиге «Север». 7 августа 2010 года дебютировал в составе клуба, выйдя на замену в матче против второй команды брауншвейгского «Айнтрахта». 15 мая 2011 года отметился первым забитым мячом, открыв счёт во встрече с «Кемницером».
По итогам сезона «Обернойланд» покинул Региональную лигу, Фабиан, проведя 14 матчей, перешёл в «Ольденбург». После 15 игр в Оберлиге Нижняя Саксония, Бурденский присоединился к «Магдебургу», выступавший в Региональной лиге «Север». За «Магдебург» за 1,5 года полузащитник провёл 24 матча, в игре против «Вильгельмсхафена» отметился результативной передачей, а на 90-й минуте был удалён с поля за грубую игру.
Летом 2013 года перешёл в польскую «Вислу». Бурденский выступает за краковцев под номером 23. За свой новый клуб Фабиан дебютировал 29 июля 2013 года, выйдя на замену в конце матча с «Короной».